# Reinhard Gehlen
Reinhard Gehlen (født 3. april 1902 i Erfurt, død 8. juni 1979 i Berg) var en tysk general i Wehrmacht under 2. verdenskrig og leder for afdelingen Fremde Heere Ost (FHO) som drev militært efterretningsarbejde fra 1942. Efter krigen var han med til at opbygge Vesttysklands efterretningstjeneste Bundesnachrichtendienst, som han var den første chef for, mellem 1956 og 1968.